# Ptačí oblast Českolipsko – Dokeské pískovce a mokřady
Ptačí oblast Českolipsko – Dokeské pískovce a mokřady je chráněná lokalita evropské soustavy Natura 2000, vyhlášená v roce 2004 v okresech  Česká Lípa v Libereckém kraji a Mladá Boleslav ve Středočeském kraji. Jejím cílem je zajistit ochranu volně žijícího ptactva v jižní části okresu.

## Rozsah území
Chráněné území s rozlohou 9408,76 hektarů podléhá správě chráněné krajinné oblasti Kokořnísko – Máchův kraj a zahrnuje tři národní přírodní rezervace: Novozámecký rybník , Břehyně – Pecopala a Velký a Malý Bezděz, dále dvě národní přírodní památky: Swamp a Jestřebské slatiny a jednu přírodní rezervaci – Hradčanské rybníky. Do chráněného území patří také Heřmanický rybník, část území Hradčanského letiště, Pustého rybníka, zaniklého Strážova a Vrchbělá. Mnohé lokality na území ptačí rezervace jsou zahrnuty do výčtu evropsky významných lokalit. 
Na hranicích území jsou obce Zahrádky, Jestřebí, Doksy, Bělá pod Bezdězem a Hradčany.

## Opora v zákonu
Ochrana těchto území je definována v Zákoně o ochraně přírody a krajiny č. 114/1992 Sb. Evidenci oblastí Natura 2000 v České republice má na starost Agentura ochrany přírody a krajiny ČR. Českolipská ptačí oblast byla vyhlášena nařízením vlády č. 598/2004 Sb. ze dne 27. října 2004.

## Předmět ochrany
Na chráněném území se vyskytují suché borové lesy, plochy bývalého vojenského prostoru, podmáčené louky, bažiny, rašeliniště a mnoho rybníků. Území se stalo stálým či přechodným domovem mnoha vzácných druhů rostlin a živočichů. Konkrétně jsou chráněni: jeřáb popelavý (Grus grus), moták pochop (Circus aeruginosus), lelek lesní (Caprimulgus europaeus), skřivan lesní (Lullula arborea) a slavík modráček (Luscinia svecica). 